# Temporada de challengers da WTA de 2018
A temporada de challengers da WTA de 2018 foi o circuito secundário das tenistas profissionais organizado pela Associação de Tênis Feminino (WTA) para o ano em questão. O análogo masculino é o ATP Challenger Tour, e define-se como transição ao tênis de elite.
Situa-se abaixo do calendário principal e acima do circuito feminino da ITF. 

## Calendário

### Países
| Torneios | País(es)         | País(es)       |
| -------- | ---------------- | -------------- |
| 4        | Estados Unidos   | Estados Unidos |
| 2        | China            | China          |
| 1        | Croácia · França | Índia · Taiwan |

### Mudanças
- Torneio(s):
  - Debutantes: Anning, Chicago, Houston, Indian Wells e Newport Beach;
  - Extintos: Dalian, Honolulu e Hua Hin.

### Semana a semana

#### Legenda
Abaixo estão exemplos, com explicações usando o elemento dica de contexto. Basta passar o cursor sobre cada linha pontilhada para lê-las.
| Semana de     | Torneio                                                                                    | Campeã(s)             | Vice-campeã(s)        | Resultado        |
| ------------- | ------------------------------------------------------------------------------------------ | --------------------- | --------------------- | ---------------- |
| 29 de outubro | OEC Taipei WTA Ladies Open · Taipé, Taiwan · US$ 125.000 – carpete (coberto) – 32S•16Q•16D | jogadora 1            | jogadora 2            | 7–61, 56–7, 6–4  |
| 29 de outubro | OEC Taipei WTA Ladies Open · Taipé, Taiwan · US$ 125.000 – carpete (coberto) – 32S•16Q•16D | jogadora 3 jogadora 4 | jogadora 5 jogadora 6 | 4–6, 6–4, [11–9] |

| Ordenação dos torneios | Quando mais de um torneio acontecer durante a semana: 1. Cidade (A-Z) |

| Ícones | Clicável      |                                        |                                           |
| Ícones | Clicável      | edição do torneio                      |                                           |
| Ícones | Não-clicáveis |                                        | primeiro título conquistado na modalidade |
| Ícones | Não-clicáveis | o(a) jogador(a)/país defendeu o título |                                           |

#### Torneios
| Semana de       | Torneio                                                                                                 | Campeã(s)                              | Vice-campeã(s)                         | Resultado              |
| --------------- | --- | -------------------------------------- | -------------------------------------- | ---------------------- |
| 22 de janeiro   | Oracle Challenger Series – Newport Beach Newport Beach, Estados Unidos US$ 150.000 – duro – 32S•24Q•16D | Danielle Collins                       | Sofya Zhuk                             | 2–6, 6–4, 6–3          |
| 22 de janeiro   | Oracle Challenger Series – Newport Beach Newport Beach, Estados Unidos US$ 150.000 – duro – 32S•24Q•16D | Misaki Doi Jil Teichmann               | Jamie Loeb Rebecca Peterson            | 7–64, 1–6, [10–8]      |
| 26 de fevereiro | Oracle Challenger Series – Indian Wells Indian Wells, Estados Unidos US$ 150.000 – duro – 32S•24Q•16D   | Sara Errani                            | Kateryna Bondarenko                    | 6–4, 6–2               |
| 26 de fevereiro | Oracle Challenger Series – Indian Wells Indian Wells, Estados Unidos US$ 150.000 – duro – 32S•24Q•16D   | Taylor Townsend Yanina Wickmayer       | Jennifer Brady Vania King              | 6–4, 6–4               |
| 16 de abril     | Biyuan Cup Zhengzhou Women's Tennis Open Zhengzhou, China US$ 125.000 – duro – 32S•16Q•16D              | Zheng Saisai                           | Wang Yafan                             | 5–7, 6–2, 6–1          |
| 16 de abril     | Biyuan Cup Zhengzhou Women's Tennis Open Zhengzhou, China US$ 125.000 – duro – 32S•16Q•16D              | Duan Yingying Wang Yafan               | Naomi Broady Yanina Wickmayer          | 7–65, 6–3              |
| 30 de abril     | Bloomage International Kunming Tennis Open Anning, China US$ 125.000 – saibro – 32S•16Q•16D             | Irina Khromacheva                      | Zheng Saisai                           | 3–6, 6–4, 7–65         |
| 30 de abril     | Bloomage International Kunming Tennis Open Anning, China US$ 125.000 – saibro – 32S•16Q•16D             | Dalila Jakupović Irina Khromacheva     | Guo Hanyu Sun Xuliu                    | 6–1, 6–1               |
| 4 de junho      | Croatia Bol Open Bol, Croácia US$ 125.000 – saibro – 32S•16D                                            | Tamara Zidanšek                        | Magda Linette                          | 6–1, 6–3               |
| 4 de junho      | Croatia Bol Open Bol, Croácia US$ 125.000 – saibro – 32S•16D                                            | Mariana Duque Mariño Wang Yafan        | Sílvia Soler Espinosa Barbora Štefková | 6–3, 7–5               |
| 3 de setembro   | Oracle Challenger Series – Chicago Chicago, Estados Unidos US$ 150.000 – duro – 32S•24Q•16D             | Petra Martić                           | Mona Barthel                           | 6–4, 6–1               |
| 3 de setembro   | Oracle Challenger Series – Chicago Chicago, Estados Unidos US$ 150.000 – duro – 32S•24Q•16D             | Mona Barthel Kristýna Plíšková         | Asia Muhammad Maria Sanchez            | 6–3, 6–2               |
| 29 de outubro   | L&T Mumbai Open Bombaim, Índia US$ 125.000 – duro – 32S•16Q•16D                                         | Luksika Kumkhum                        | Irina Khromacheva                      | 1–6, 6–2, 6–3          |
| 29 de outubro   | L&T Mumbai Open Bombaim, Índia US$ 125.000 – duro – 32S•16Q•16D                                         | Natela Dzalamidze Veronika Kudermetova | Bibiane Schoofs Barbora Štefková       | 6–4, 7–64              |
| 5 de novembro   | Engie Open de Limoges Limoges, França US$ 125.000 – duro (coberto) – 32S•16Q•8D                         | Ekaterina Alexandrova                  | Evgeniya Rodina                        | 6–2, 6–2               |
| 5 de novembro   | Engie Open de Limoges Limoges, França US$ 125.000 – duro (coberto) – 32S•16Q•8D                         | Veronika Kudermetova Galina Voskoboeva | Timea Bacsinszky Vera Zvonareva        | 7–5, 6–4               |
| 12 de novembro  | Oracle Challenger Series – Houston Houston, Estados Unidos US$ 150.000 – duro – 32S•24Q•16D             | Peng Shuai                             | Lauren Davis                           | 1–6, 7–5, 6–4          |
| 12 de novembro  | Oracle Challenger Series – Houston Houston, Estados Unidos US$ 150.000 – duro – 32S•24Q•16D             | Maegan Manasse Jessica Pegula          | Desirae Krawczyk Giuliana Olmos        | 1–6, 6–4, [10–8]       |
| 12 de novembro  | Taipei OEC Open Taipé, Taiwan US$ 125.000 – carpete (coberto) – 32S•16Q•16D                             | Luksika Kumkhum                        | Sabine Lisicki                         | 6–1, 6–3               |
| 12 de novembro  | Taipei OEC Open Taipé, Taiwan US$ 125.000 – carpete (coberto) – 32S•16Q•16D                             | Ankita Raina Karman Thandi             | Olga Doroshina Natela Dzalamidze       | 6–3, 5–7, [12–12], ab. |

## Distribuição de pontos
A distribuição de pontos para torneios 125K em 2018 foi definida:
| Evento                                       | T   | F  | SF | QF | R16 | R32 | R64 | R128 | Q | Q3 | Q2 | Q1 |
| -------------------------------------------- | --- | -- | -- | -- | --- | --- | --- | ---- | - | -- | -- | -- |
| Simples + H: 32 principal, 16 qualificatório | 160 | 95 | 57 | 29 | 15  | 1   | –   | –    | 6 | –  | 4  | 1  |
| Simples + H: 32 principal, 8 qualificatório  | 160 | 95 | 57 | 29 | 15  | 1   | –   | –    | 6 | –  | 4  | 1  |
| Duplas + H: 16                               | 160 | 95 | 57 | 29 | 1   | –   | –   | –    | – | –  | –  | –  |
| Duplas + H: 8                                | 160 | 95 | 57 | 1  | –   | –   | –   | –    | – | –  | –  | –  |